# Membrana sinovial
La membrana sinovial es una fina capa de tejido que recubre la parte interna de la cápsula articular (estructura que envuelve las articulaciones móviles de los animales vertebrados).